# Lars Alt

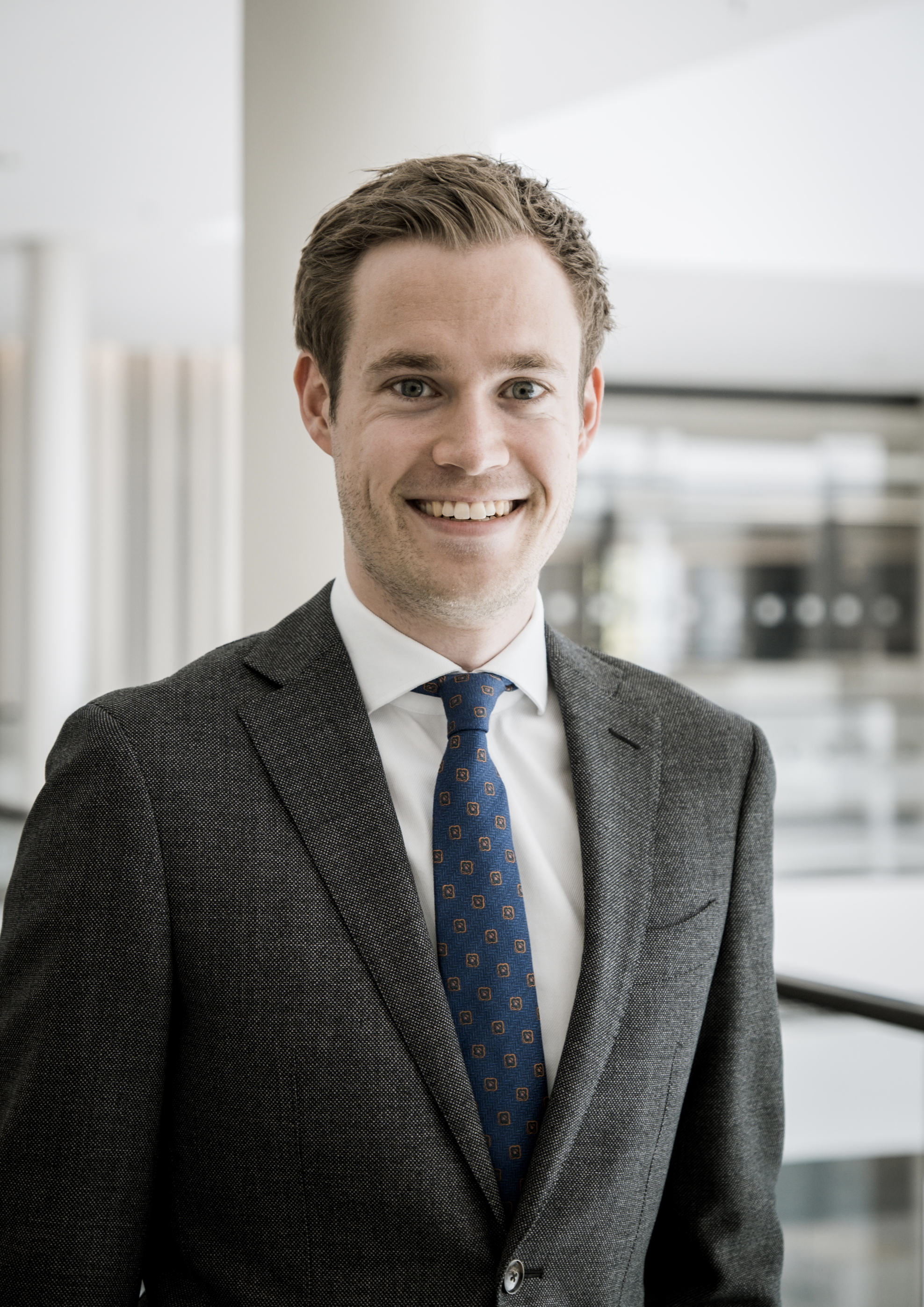
Lars Alt

Lars Alt (* 5. August 1991 in Wolfenbüttel) ist ein deutscher Politiker (FDP) und war von Oktober 2020 bis November 2022 Abgeordneter des Niedersächsischen Landtages. Alt gehört dem Landesvorstand der FDP Niedersachsen seit dem Jahr 2012 an. Von 2015 bis 2021 war er Landesvorsitzender der FDP-nahen Jungen Liberalen.

## Leben
Alt wuchs in Süpplingen im Landkreis Helmstedt auf und legte das Abitur am Gymnasium Julianum Helmstedt ab. Er absolvierte ein Studium der Politikwissenschaften und der Deutschen Philologie an der Freien Universität Berlin, das er mit dem Bachelor of Arts und dem Master of Education abschloss.
Nach seinem Ausscheiden aus dem Niedersächsischen Landtag wechselte er im April 2023 zum Arbeitgeberverband Region Braunschweig, wo er im Juli 2023 Florian Bernschneider im Amt des Hauptgeschäftsführers des Arbeitgeberverbandes Region Braunschweig nachfolgte. Seit dem Jahr 2023 ist Alt überdies Geschäftsführer des Regionalverbandes Braunschweig-Salzgitter-Wolfsburg des Verbandes der Metallindustriellen in Niedersachsen sowie des Großhandels- und Dienstleistungsverbandes Braunschweig.
Lars Alt ist mit der Juristin Frederike Alt (geb. Hirt) verheiratet.

## Politik
Alt trat 2007 mit 16 Jahren den Jungen Liberalen und der FDP bei. Von 2008 bis 2012 war er Kreisvorsitzender der Jungen Liberalen Helmstedt. Im Jahr 2011 wurde er in den Landesvorstand der Jungen Liberalen Niedersachsen und im Jahr 2013 zu deren stellvertretenden Vorsitzenden mit der Zuständigkeit für Programmatik gewählt. Von März 2015 bis Juni 2021 war er Landesvorsitzender der Jungen Liberalen Niedersachsen. Zwischen den Jahren 2015 und 2021 war er ferner Mitglied im erweiterten Bundesvorstand der Jungen Liberalen. Im Jahr 2012 wurde Alt Mitglied des Landesvorstandes der FDP Niedersachsen. Im Jahr 2013 übernahm er den Kreisvorsitz der FDP Helmstedt. In den Jahren 2012 bis 2018 saß er außerdem dem Landesfachausschuss Digitale Gesellschaft der FDP Niedersachsen vor. Im Jahr 2022 wurde er zum stellvertretenden Bezirksvorsitzenden des FDP-Bezirksverbandes Braunschweig gewählt. Seit 2023 ist er Beisitzer im geschäftsführenden Landesvorstand der FDP Niedersachsen und Sprecher für Wissenschaft und Kultur. Alt war von 2011 bis 2016 Ratsherr der Samtgemeinde Nord-Elm. Seit der Kommunalwahl 2016 ist er Kreistagsabgeordneter im Landkreis Helmstedt und Vorsitzender der FDP-Kreistagsfraktion. Im Jahr 2021 wurde er zum stellvertretenden Kreistagsvorsitzenden gewählt.

## Abgeordneter

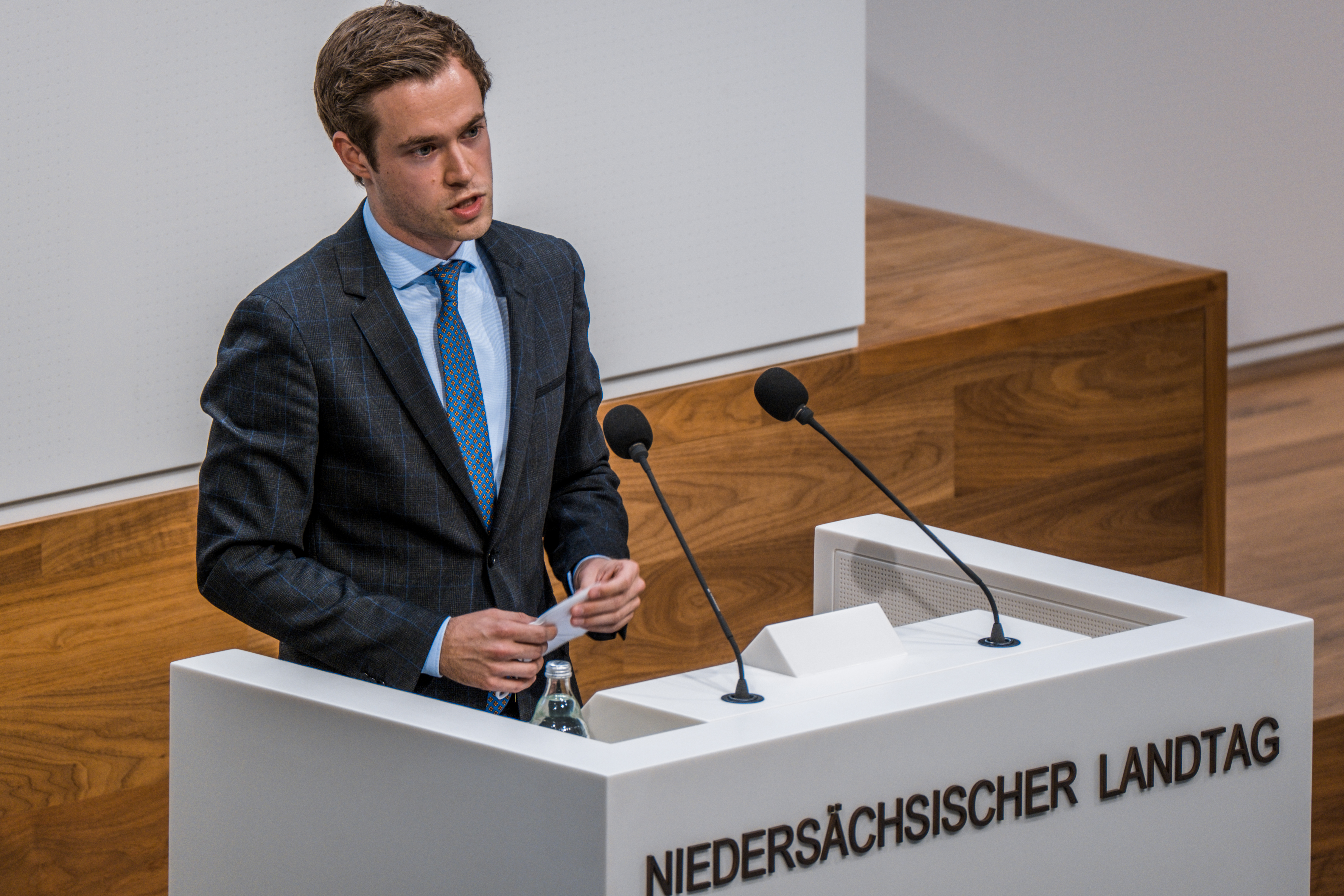
Lars Alt im Niedersächsischen Landtag, 2021

Alt kandidierte im Jahr 2017 als Spitzenkandidat der Jungen Liberalen für den Niedersächsischen Landtag. Im August 2017 wurde er mit 85 % der Stimmen auf Platz 13 der Landesliste der FDP Niedersachsen zur Landtagswahl gewählt. Bei der Wahl zum 18. Niedersächsischen Landtag am 15. Oktober 2017 erhielt die FDP 7,5 % der Stimmen und 11 Sitze, womit Alt den Einzug in den Landtag zunächst verpasste. Nachdem der Landtagsabgeordnete Jan-Christoph Oetjen in das Europäische Parlament gewählt und die Landtagsabgeordnete Sylvia Bruns zur Sozialdezernentin der Landeshauptstadt Hannover ernannt worden war, rückte Alt im Oktober 2020 in den Niedersächsischen Landtag nach. In der FDP-Landtagsfraktion war Alt Sprecher für die Bereiche Wissenschaft, Forschung, Kultur und Jugend. Im Landtag gehörte Alt dem Ausschuss für Wissenschaft und Kultur an. Er war darüber hinaus Mitglied im Unterausschuss Verbraucherschutz sowie stellvertretendes Mitglied im Kultusausschuss. Sein Wahlkreis war der Landkreis Helmstedt. Er war der jüngste männliche Abgeordnete der 18. Wahlperiode des Niedersächsischen Landtages.
Im Juni 2021 wurde Alt mit 94,4 % erneut zum Spitzenkandidaten der Jungen Liberalen Niedersachsen für die Landtagswahl 2022 gewählt. Im März 2022 folgte die Wahl auf Platz 12 der Landesliste der FDP Niedersachsen zur Landtagswahl. Da die FDP an der Fünfprozenthürde scheiterte, verpasste Alt den Wiedereinzug in den Landtag und schied als Abgeordneter im November 2022 aus.

## Positionen
Alt wird dem sozialliberalen Flügel der FDP zugerechnet. In seiner Zeit als Landesvorsitzender beantragten die Jungen Liberalen Niedersachsen bei Landesparteitagen der FDP unter anderem letztlich erfolgreiche Anträge zur beitragsfreien Schülerbeförderung, zur Legalisierung von Cannabis und zum Wahlrecht ab 16. Nach der Landtagswahl 2017 warb Alt für eine Ampelkoalition aus SPD, Grünen und FDP.
In seine Amtszeit als Landesvorsitzender fiel zudem die Bündnisarbeit gegen das niedersächsische Polizeigesetz, das eine Ausweitung der Video- und Kommunikationsüberwachung vorsah. Im Zuge der Regierungskrise in Thüringen 2020 hat Alt die Wahl Thomas Kemmerichs zum Ministerpräsidenten scharf kritisiert. Bisher brachte er im Landtag unter anderem Anträge zur Erneuerung des gesellschaftlichen Aufstiegsversprechens, zur Öffnung der Hochschulen nach der Corona-Pandemie und zur Entwicklung einer digitalen Hochschule in Niedersachsen ein. Die politischen Schwerpunkte von Alt liegen in der Bildungs- und Wissenschaftspolitik sowie im Bereich der Digitalisierung.

## Mitgliedschaften
Lars Alt gehört dem Verwaltungsrat des Studentenwerkes Hannover und dem Kuratorium des Museums Friedland an. Er ist Gründungsmitglied des Parlamentarischen Freundeskreises Niedersachsen-Taiwan und Mitglied in der Vereinigung ehemaliger Helmstedter Gymnasiasten.
Alt ist Vorstandsmitglied der Rentenversicherung Braunschweig-Hannover sowie Mitglied im Verwaltungsausschuss der Bundesagentur für Arbeit Braunschweig-Goslar. Er gehört überdies dem Vorstand der Kooperationsinitiative Maschinenbau sowie dem Beirat des gemeinsamen TransferHub der Technischen Universität Braunschweig und der Ostfalia Hochschule für angewandte Wissenschaften an. Lars Alt ist Vorstand des Business Angel Netzwerkes Niedersachsen sowie Regionalbeirat der Braunschweigischen Landessparkasse.

## Auszeichnungen
2011: Pierre-de-Coubertin-Preis des Niedersächsischen Kultusministeriums